# Бриджпорт (Западная Виргиния)
Бриджпорт (англ. Bridgeport) — город в округе Гаррисон в штате Западная Виргиния США. По данным переписи 2020 года, численность населения составляла 9936 человек.

## Население
| 2010 | 2020  |
| ---- | ----- |
| 8149 | ↗9336 |